# Philopotamus liguricus
Philopotamus liguricus là một loài Trichoptera trong họ Philopotamidae. Chúng phân bố ở miền Cổ bắc.